# Monarch: Legacy of Monsters
Monarch: Legacy of Monsters ist eine US-amerikanische Dramaserie, die am 17. November 2023 auf Apple TV+ Premiere hatte. Die deutschsprachige Erstveröffentlichung fand ebenfalls am 17. November 2023 statt. Die Produktion ist Teil des MonsterVerse. Eine zweite Staffel zur Fortsetzung der Serie wurde offiziell im April 2024 bestätigt.

## Handlung
Nach dem donnernden Kampf zwischen Godzilla und den Titanen, der San Francisco dem Erdboden gleichgemacht hat, und der schockierenden Enthüllung, dass Monster real sind, versuchen zwei Geschwister in die Fußstapfen ihres Vaters zu treten, um die Verbindung ihrer Familie zu der geheimnisvollen Organisation namens Monarch aufzudecken. Hinweise führen sie in die Welt der Monster und schließlich auf die Spur des Armeeoffiziers Lee Shaw (gespielt von Kurt Russell und Wyatt Russell). Die Handlung spielt in den 1950ern und ein halbes Jahrhundert später, wo Monarch durch das, was Shaw weiß, bedroht ist.

## Besetzung und Synchronisation
Die deutsche Synchronisation entstand nach einem Dialogbuch von Peggy Sander, Tarek Helmy und Christian Kähler und der Dialogregie von Björn Schalla und Tarek Helmy im Auftrag der FFS Film- & Fernseh-Synchron GmbH in Berlin.
| Rolle              | Schauspieler     | Synchronsprecher       |
| ------------------ | ---------------- | ---------------------- |
| Lt. Lee Shaw       | Wyatt Russell    | Tim Knauer             |
| älterer Lee Shaw   | Kurt Russell     | Manfred Lehmann        |
| Cate Randa         | Anna Sawai       | Friedel Morgenstern    |
| Kentaro Randa      | Ren Watabe       | Julian Tennstedt       |
| May Olowe-Hewitt   | Kiersey Clemons  | Samina König           |
| Tim                | Joe Tippett      | Ulrich Blöcher         |
| Dr. Keiko Miura    | Mari Yamamoto    | Lin Gothoni            |
| Bill Randa         | Anders Holm      | Roman Wolko            |
| älterer Bill Randa | John Goodman     | Kaspar Eichel          |
| Duvall             | Elisa Lasowski   | Jessica Walther-Gabory |
| Natalia Verdugo    | Mirelly Taylor   | –                      |
| Hiroshi Randa      | Takehiro Hira    | Alexander Doering      |
| Barnes             | Jess Salgueiro   | –                      |
| Brenda Holland     | Dominique Tipper | –                      |

## Episodenliste
Staffel 1
| Nr. (ges.) | Nr. (St.) | Deutscher Titel                                             | Originaltitel                      | Erstausstrahlung | Deutschsprachige Erstausstrahlung (D/A/CH) |
| ---------- | --------- | ----------------------------------------------------------- | ---------------------------------- | ---------------- | ------------------------------------------ |
| 1          | 1         | Nachwirkungen                                               | Aftermath                          | 17. Nov. 2023    | 17. Nov. 2023                              |
| 2          | 2         | Aufbruch                                                    | Departure                          | 17. Nov. 2023    | 17. Nov. 2023                              |
| 3          | 3         | Geheimnisse und Lügen                                       | Secrets and Lies                   | 22. Nov. 2023    | 22. Nov. 2023                              |
| 4          | 4         | Parallelen und Interieurs                                   | Parallels and Interiors            | 1. Dez. 2023     | 1. Dez. 2023                               |
| 5          | 5         | Der Ausweg                                                  | The Way Out                        | 8. Dez. 2023     | 8. Dez. 2023                               |
| 6          | 6         | Essensglocke                                                | Terrifying Miracles                | 15. Dez. 2023    | 15. Dez. 2023                              |
| 7          | 7         | May oder Corah?                                             | Will the Real May Please Stand Up? | 22. Dez. 2023    | 22. Dez. 2023                              |
| 8          | 8         | Eine andere Welt (alternativer Titel: „Territorialprinzip“) | Birthright                         | 29. Dez. 2023    | 29. Dez. 2023                              |
| 9          | 9         | Die Achse der Welt                                          | Axis Mundi                         | 5. Jan. 2024     | 5. Jan. 2024                               |
| 10         | 10        | Zwischen Himmel und Erde                                    | Beyond Logic                       | 12. Jan. 2024    | 12. Jan. 2024                              |